# Battaglia del khan di Gravia
La battaglia del khan di Gravia (in greco: mάχη στο Χάνι της Γραβιάς) fu parte della guerra d'indipendenza greca (1821-1829) e fu combattuta da un gruppo di 120 rivoluzionari greci, sotto il comando di Odysseas Androutsos, contro un esercito di 9 000 fanti e artiglieri ottomani sotto il comando di Omer Vrioni.
L'armata ottomana sotto il comando di Omer Vrioni, a seguito della sconfitta greca alla battaglia di Alamana e all'esecuzione del comandante Athanasios Diakos, decise di attaccare il Peloponneso forti dei propri uomini. Ciononostante, la sua armata fu intercettata da un gruppo di 120 greci, sotto il comando di Odysseas Androutsos, i quali si barricarono all'interno di un vecchio khan (caravanserraglio). L'armata ottomana circondò l'area e assaltò il khan, ma furono respinti con gravi perdite. Mentre l'esercito turco si riorganizzava per utilizzare l'artiglieria i difensori colsero l'occasione per fuggire attraverso le linee degli assedianti.
Questa battaglia è considerata importante per la riuscita della guerra d'indipendenza greca in quanto forzò Omer Vrioni alla ritirata, permettendo ai greci di consolidare il proprio potere nel Peloponneso e di liberarne la capitale, Tripoli.

## Retroscena
Nel maggio 1821, dopo aver sbaragliato le forze greche nella battaglia di Alamana che portò alla morte di Athanasios Diakos, Omer Vrioni volse al Peloponneso partendo dalla base di Lamia, con l'intento di soffocare la ribellione greca con un contingente di 9 000 uomini supportati da diversi pezzi d'artiglieria. Tuttavia, durante l'avanzata, un comandante rivoluzionario, Odysseas Androutsos decise di barricarsi insieme a 120 uomini dentro un vecchio caravanserraglio (khan), collocato lungo la strada sulla quale marciava l'esercito turco.
Gli altri due capitani presenti sul luogo con Androutsos, ovvero Panourgias e Duovonitis decisero portare con sé i propri uomini su postazioni più elevate dall'altra parte della strada. Decisione dovuta al fatto che credevano che la decisione di Odysseas Androutsos avrebbe solamente portato a un nuovo disastro come quello di Alamana e perché le loro postazioni gli avrebbero permesso la ritirata. All'arrivo di Vrioni i turchi si posizionarono su varie colline e circondarono il caravanserraglio, ponendolo sotto assedio. Il generale turco mandò allora un derviscio per negoziare con Androutsos, ma le forze greche gli spararono e Vrioni ordinò l'assalto.

## Battaglia

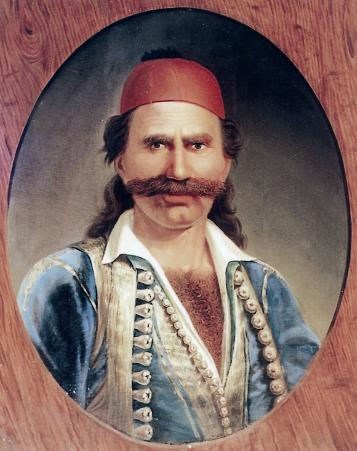
Odysseas Androutsos

I primi mandati in campo furono i soldati di un distaccamento albanese, i quali caricarono contro l'edificio. Appena entrati nel caravanserraglio furono fatti oggetto di una forte raffica di colpi che li costrinse a fuggire subendo grosse perdite. Fu mandato un successivo assalto da parte delle forze turche le quali subirono un'altra raffica e furono costrette alla ritirata.
Omer Vrioni, preoccupato dalle perdite subite, ordinò di preparare i cannoni. Il comandante greco comprese le sue intenzioni e batté la ritirata con i suoi uomini, attraversando le linee nemiche senza essere scoperti e lasciandosi dietro sei uomini persi.

## Ripercussioni
Le perdite di Omer Vrioni furono ingenti: 300 soldati morti e altri 800 feriti in circa un paio di ore di scontri. La battaglia portò il generale ottomano a decidere di ritirarsi sull'isola di Negroponte, al largo delle coste dell'Attica, dove si unirà alle forze di Kioshe Mehmet. La battaglia di Gravia è tuttora considerata parte importante della Guerra d'indipendenza greca: la ritirata di Omer Vrioni, infatti, permise ad Androutsos di marciare sul Peloponneso e consolidare il controllo greco sulla regione e sulla sua capitale provinciale, Tripoli.